# 2006年9月7日月食
| 月偏食 2006年9月7日                        | 月偏食 2006年9月7日 |
| ------------------------------------------ | ------------------- |
| 地球影子遮蓋住月球北面                     |                     |
| 月球的一部分由地球影子的南方通過           |                     |
| 序列 (序號和數目)                          | 118 (51)            |
| 持續時間 (hr:mn:sc)                        |                     |
| 月偏食                                     | 01:31:05            |
| 半影月食                                   | 04:14:23            |
| 接觸                                       |                     |
| 半影食始                                   | 16:44:07 UTC        |
| 偏食始                                     | 18:05:47 UTC        |
| 食甚                                       | 18:51:19 UTC        |
| 偏食終                                     | 19:36:43 UTC        |
| 半影食終                                   | 20:58:39 UTC        |
| 顯示月球在寶瓶座的地球影子內每小時的移動。 |                     |

2006年9月的月食發生在2006年9月7日，是一次月偏食，這次是2006年第二次的月食，第一次是發生在同年3月14日的半影月食。
在16:44 UTC時，月球開始進入地球半影，18:05 UTC時開始進入地球本影，18:51 UTC時月球達到食甚狀態，此時月球北部一部分被地球本影遮蓋。月亮離開地球本影在19:36 UTC時，離開地球半影時則在20:58 UTC時。
在下一次月食發生在2007年3月3日。

## 可見地區

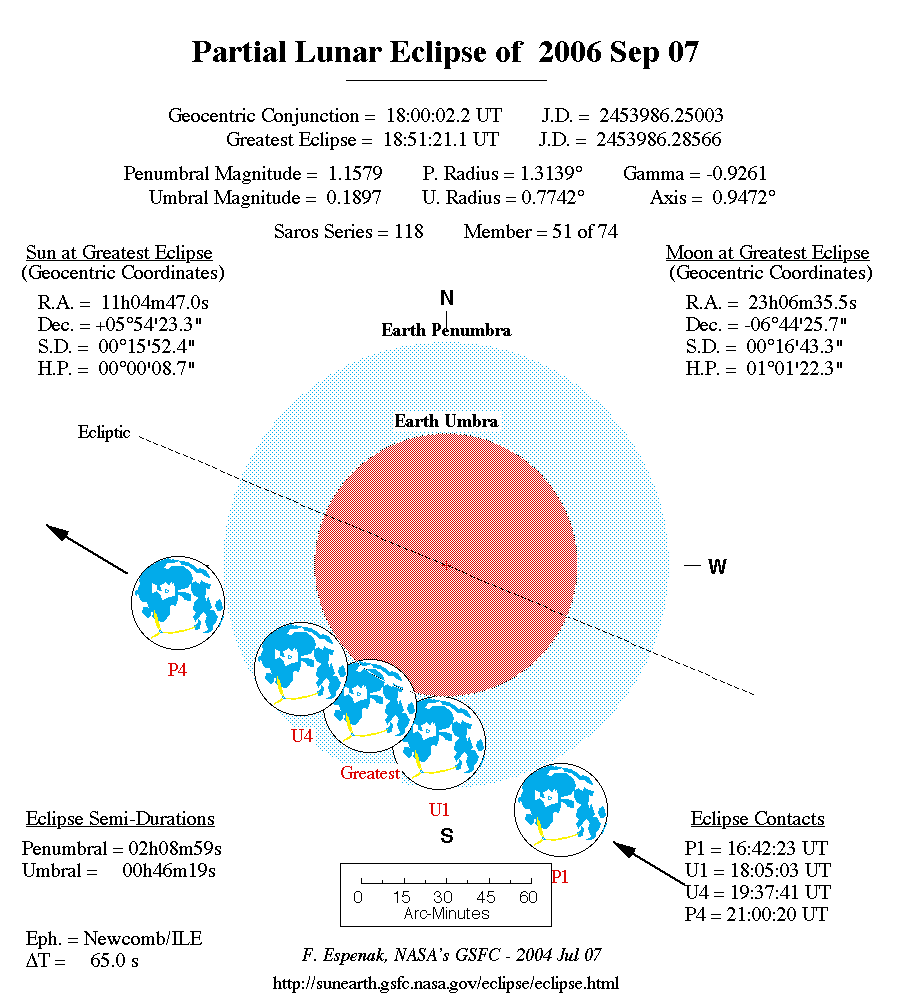
NASA公佈該次月食圖表

亞洲地區（不包含俄屬遠東、日本）、東非、南非、澳洲西部地區可見該次月食全部過程。俄屬遠東、日本、澳洲東部地區可見到月沒帶食。巴西部份地區，以及歐洲地區、西非、北非可見到月出帶食。

這張模擬圖顯示在食甚時從月球表面中心點所能看見的地球。

### 地圖
本圖上顯示該次可以看見月食的地區。

### 圖集

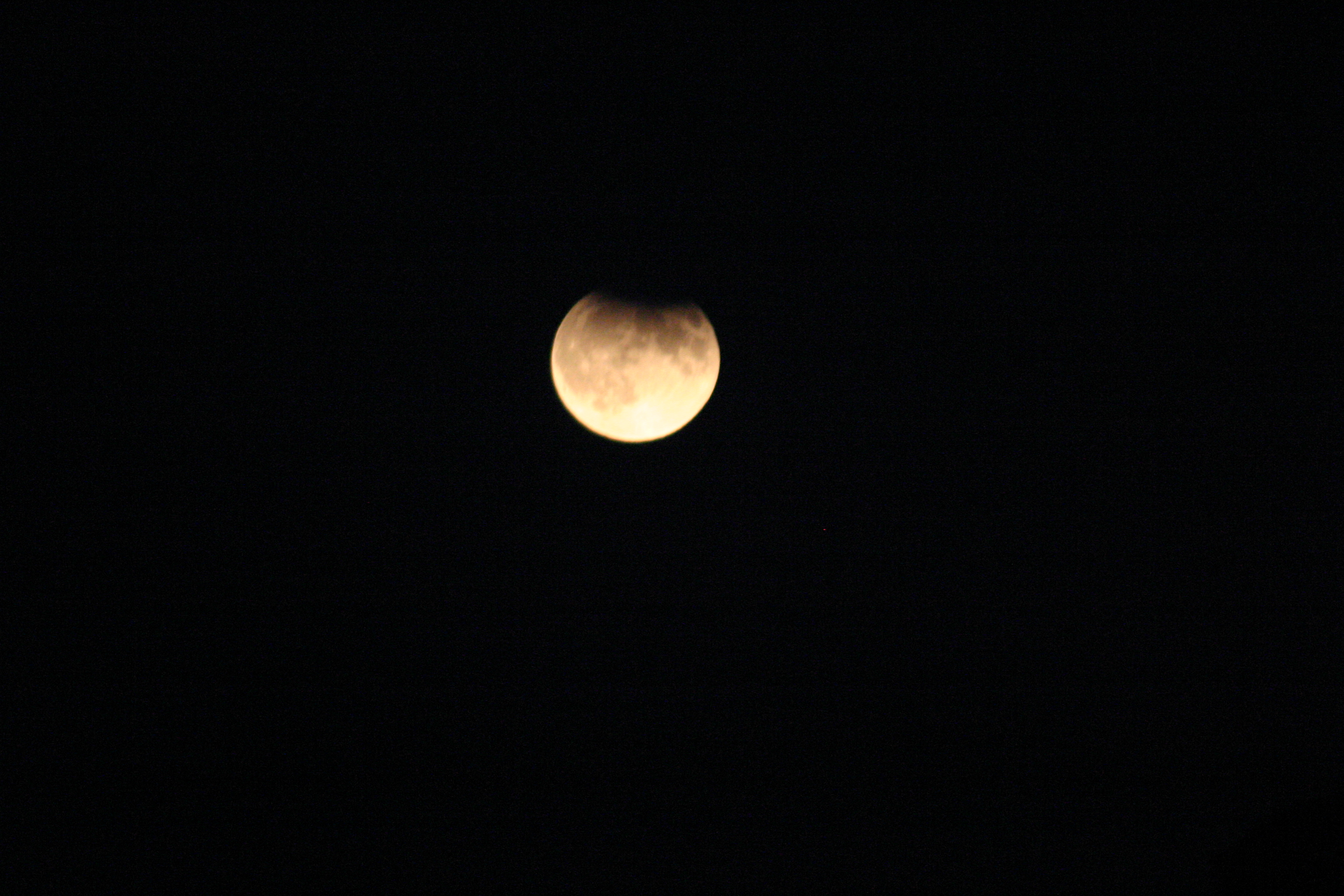
英國北威爾斯的月偏食
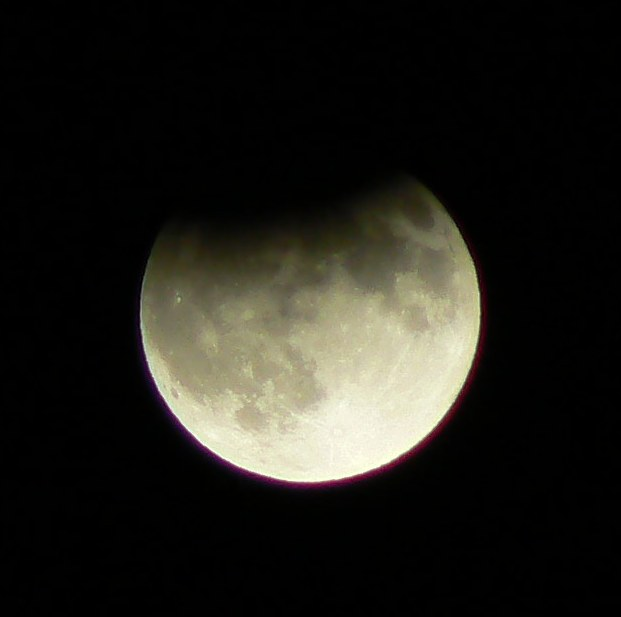
保加利亞索菲亞的月偏食
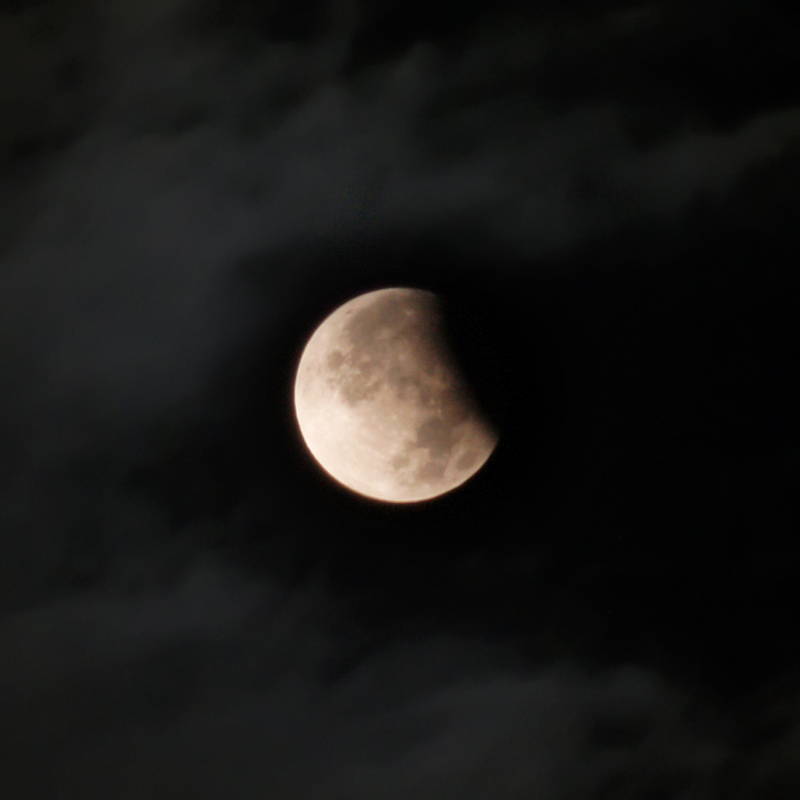
日本靜岡市的月偏食

以色列德加尼亞阿勒夫的月偏食

## 相關的月食

### 太陰年（354天）
這次的月食是只有4個日月食的短期序列。太陰年的序列是相隔12個太陰月或354天（比實際的一年退移約10天）。由於這種日期的移動，地球的影子將會較前面那一年西移約11度。
| 2006年至2009年的月食序列 | 2006年至2009年的月食序列 | 2006年至2009年的月食序列 | 2006年至2009年的月食序列 | 2006年至2009年的月食序列 | 2006年至2009年的月食序列 | 2006年至2009年的月食序列 |
| ------------------------ | ------------------------ | ------------------------ | ------------------------ | ------------------------ | ------------------------ | ------------------------ |
| 降交點                   | 降交點                   | 降交點                   |                          | 升交點                   | 升交點                   | 升交點                   |
| 沙羅                     | 觀測 日期                | 月食 種類                | 沙羅                     | 觀測 日期                | 月食 種類                |                          |
| 113                      | 2006年3月14日            | 半影月食                 | 118                      | 2006年9月7日             | 月偏食                   |                          |
| 123                      | 2007年3月3日             | 月全食                   | 128                      | 2007年8月28日            | 月全食                   |                          |
| 133                      | 2008年2月21日            | 月全食                   | 138                      | 2008年8月16日            | 月偏食                   |                          |
| 143                      | 2009年2月9日             | 半影月食                 | 148                      | 2009年8月6日             | 半影月食                 |                          |
|                          |                          |                          |                          |                          |                          |                          |
| 上一序列                 | 2005年4月24日            | 2005年4月24日            | 上一序列                 | 2005年10月17日           | 2005年10月17日           |                          |
|                          |                          |                          |                          |                          |                          |                          |
| 下一序列                 | 2009年12月31日           | 2009年12月31日           | 下一序列                 | 2009年7月7日             | 2009年7月7日             |                          |

### 默冬章（19年）
默冬章是食的沙羅週期加上一個食年的陰陽合曆週期，因此在日曆上會出現相同的對應日期，而地球在天球上的投影或是影子，幾乎落在相同的星空背景上。
| 1. 2006年3月14日 - 半影月食 (113) 2. 2025年3月14日 - 月全食 (123) 3. 2044年3月13日 - 月全食 (133) 4. 2063年3月14日- 月偏食(143) | 1. 2006年9月7日 - 月偏食 (118) 2. 2025年9月7日 - 月全食 (128) 3. 2044年9月7日 - 月偏食 (138) 4. 2063年9月7日 - 半影月 (148) |
| | |

### 沙羅序列
這次的食是每18年又11天重複出現的沙羅週期第118序列。
在118序列中有73次月食，第一次半影月食發生在1105年3月2日，第一次月偏食發生在1267年6月8日，第一次月全食發生在1393年8月22日，最後一次月全食發生在1880年6月22日，最後一次月偏食發生在2024年9月18日，而最後一次半影月食發生在2403年5月7日。
該次月食是118序列73次月食中，第51次月食。

## 外部連結
- 2006 Sep 07 chart: Eclipse Predictions by Fred Espenak, NASA/GSFC
- Hermit eclipse: 2006-09-07（页面存档备份，存于）
- Photo（页面存档备份，存于）
- photo from New Zealand（页面存档备份，存于）